# Emmelichthyidae
Emmelichthyidae é uma família de peixes da subordem Percoidei, superfamília Percoidea.

## Géneros e espécies
Existem 17 espécies agrupadas em três géneros:
- Género Emmelichthys (Richardson, 1845)
  - Emmelichthys elongatus (Kotlyar, 1982)
  - Emmelichthys karnellai (Heemstra y Randall, 1977)
  - Emmelichthys nitidus cyanescens (Guichenot, 1848)
  - Emmelichthys nitidus nitidus (Richardson, 1845)
  - Emmelichthys ruber (Trunov, 1976)
  - Emmelichthys struhsakeri (Heemstra y Randall, 1977)
- Género Erythrocles (Jordan, 1919)
  - Erythrocles acarina (Kotthaus, 1974)
  - Erythrocles microceps (Miyahara y Okamura, 1998)
  - Erythrocles monodi (Poll y Cadenat, 1954)
  - Erythrocles schlegelii (Richardson, 1846)
  - Erythrocles scintillans (Jordan y Thompson, 1912)
  - Erythrocles taeniatus (Randall y Rivaton, 1992)
- Género Plagiogeneion (Forbes, 1890)
  - Plagiogeneion fiolenti (Parin, 1991)
  - Plagiogeneion geminatum (Parin, 1991)
  - Plagiogeneion macrolepis (McCulloch, 1914)
  - Plagiogeneion rubiginosum (Hutton, 1875)
  - Plagiogeneion unispina (Parin, 1991)